# Suisse aux Jeux olympiques d'été de 1928
La Suisse participe aux Jeux olympiques d'été de 1928 à Amsterdam, aux Pays-Bas. Elle y remporte quinze médailles : sept d'or, quatre d'argent et quatre de bronze, se classant à la 6e place au tableau des médailles. La délégation suisse compte 114 sportifs (113 hommes et 1 femme).

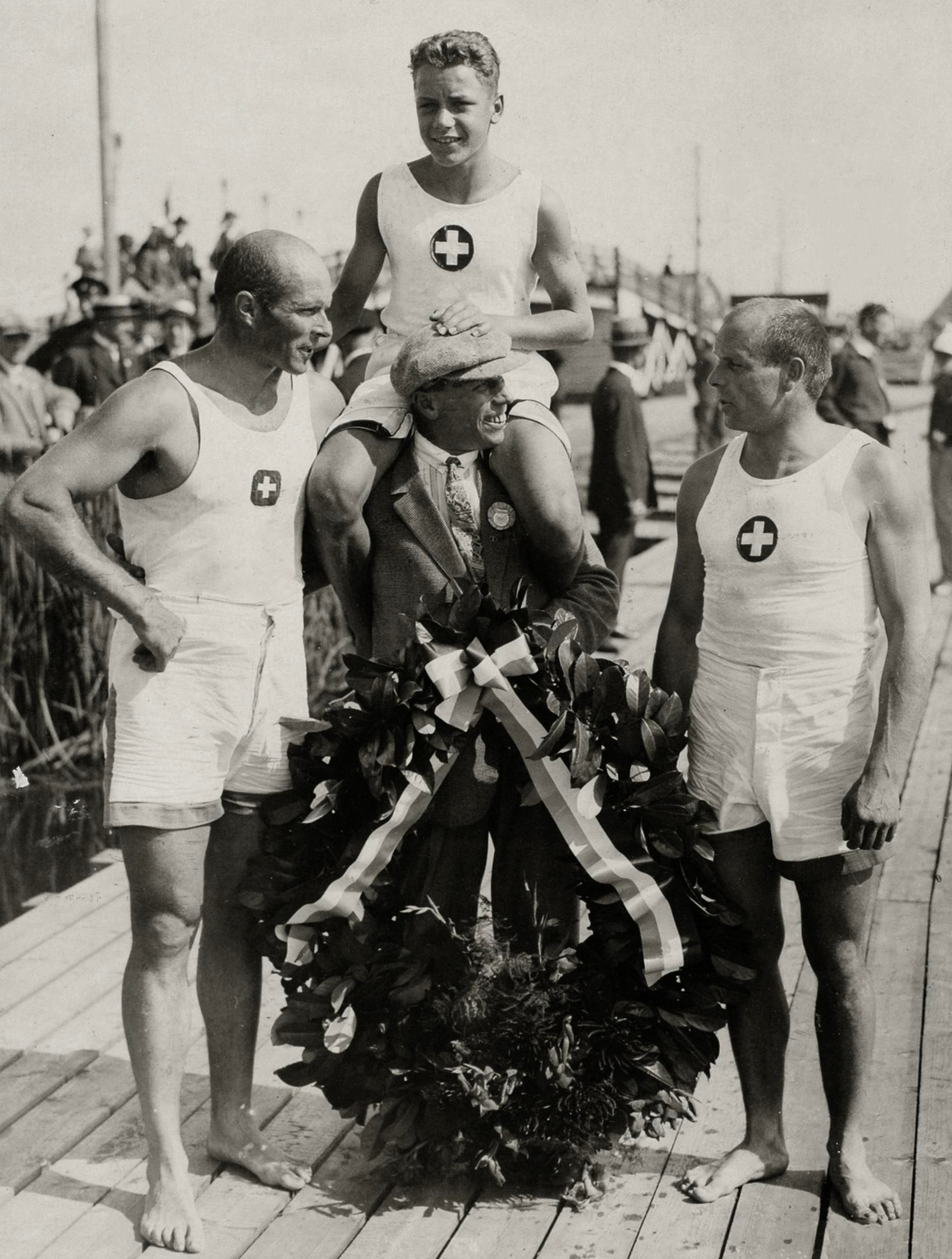
H. Schochlin, H. Bourguin et K. Schochlin champions olympiques en aviron (deux barré).

## Médaille
| Médaille                            | Nom                                                                                     | Sport       | Compétition                         |
| ----------------------------------- | --------------------------------------------------------------------------------------- | ----------- | ----------------------------------- |
| Médaille d'or, Jeux olympiques      | Hans Schöchlin (en) Karl Schöchlin (en) Hans Bourquin (en)                              | Aviron      | Deux barré                          |
| Médaille d'or, Jeux olympiques      | Équipe masculine de gymnastique                                                         | Gymnastique | Concours général par équipes hommes |
| Médaille d'or, Jeux olympiques      | Hermann Hänggi                                                                          | Gymnastique | Cheval d'arçons hommes              |
| Médaille d'or, Jeux olympiques      | Eugen Mack                                                                              | Gymnastique | Saut hommes                         |
| Médaille d'or, Jeux olympiques      | Georges Miez                                                                            | Gymnastique | Concours général individuel hommes  |
| Médaille d'or, Jeux olympiques      | Georges Miez                                                                            | Gymnastique | Barre fixe hommes                   |
| Médaille d'or, Jeux olympiques      | Ernst Kyburz                                                                            | Lutte       | Poids moyens                        |
| Médaille d'argent, Jeux olympiques  | Fritz Bösch (en) Otto Bucher (en) Ernst Haas (en) Joseph Meyer (en) Karl Schwegler (en) | Aviron      | Quatre sans barreur                 |
| Médaille d'argent, Jeux olympiques  | Hermann Hänggi                                                                          | Gymnastique | Concours général individuel hommes  |
| Médaille d'argent, Jeux olympiques  | Georges Miez                                                                            | Gymnastique | Cheval d'arçons hommes              |
| Médaille d'argent, Jeux olympiques  | Arnold Bögli                                                                            | Lutte       | Poids mi-lourds                     |
| Médaille de bronze, Jeux olympiques | Charles-Gustave Kuhn                                                                    | Équitation  | Saut d'obstacles                    |
| Médaille de bronze, Jeux olympiques | Hermann Hänggi                                                                          | Gymnastique | Barres parallèles hommes            |
| Médaille de bronze, Jeux olympiques | Eugen Mack                                                                              | Gymnastique | Barre fixe hommes                   |
| Médaille de bronze, Jeux olympiques | Hans Minder                                                                             | Lutte       | Poids plume                         |